# Parafia św. Stanisława Biskupa i Męczennika w Chelsea
Parafia św. Stanisława Biskupa i Męczennika (ang. St. Stanislaus Bishop & Martyr's Parish) – dawna parafia rzymskokatolicka położona w Chelsea w stanie Massachusetts w Stanach Zjednoczonych. 
Parafia podlegała terytorialnie pod Region Północny w Archidiecezji Boston. 
Nazwa parafii związana była z patronem, Św. Stanisławem Biskupem i Męczennikiem.

## Historia parafii
Polscy imigranci, którzy przybyli do Massachusetts pod koniec XIX i na początku XX wieku rozpoczęli działania na rzecz utworzenia własnej parafii w 1903 roku. W 1905 roku zebrali wystarczającą ilość pieniędzy, by sfinansować budowę. Architektem kościoła był Edward T.P. Graham, który zaprojektował wiele kościołów rzymskokatolickich w Bostonie i na Środkowym Zachodzie. Pierwszym proboszczem został o. Jerzy Jaskólski.
W tym samym roku, na prośbę proboszcza, do parafii przybyły siostry ze Zgromadzenia Sióstr Franciszkanek Świętego Józefa.
12 sierpnia 1908 roku kościół i plebania spłonęły w dużym pożarze w Chelsea. Nowy kościół poświęcono w 1912 roku.
Parafię zlikwidowano 30 sierpnia 2020 roku.

## Duszpasterze
- o. Alfons Figlewski (1905–)
- ks. Cyprian Adamski.
- o. Andrew T. Grelak OFMConv. (1996–2020)[2]